# Třída Naïade
Třída Naïade byla třída ponorek francouzského námořnictva. Celkem bylo postaveno dvacet jednotek této třídy. Francouzské námořnictvo je provozovalo v letech 1904–1914.

## Stavba
Ponorky navrhl Gaston Romazzotti. Celkem bylo postaveno dvacet jednotek této třídy. Objednány byly v programu na rok 1900. Do jejich stavby se zapojily tři francouzské loděnice. Tři postavil Arsenal de Cherbourg v Cherbourgu, šest Arsenal de Rochefort v Rochefortu a jedenáct Arsenal de Toulon v Toulonu. Do služby byly přijaty v letech 1904–1905.
Jednotky třídy Naïade:
| Jméno           | Loděnice             | Spuštěn            | Vstup do služby | Osud                        |
| --------------- | -------------------- | ------------------ | --------------- | --------------------------- |
| Naïade (Q15)    | Arsenal de Cherbourg | 20. února 1904     | 1904            | Vyřazena 1914.              |
| Protée (Q16)    | Arsenal de Cherbourg | 8. října 1903      | 1904            | Vyřazena 1914.              |
| Perle (Q17)     | Arsenal de Toulon    | 1. listopadu 1903  | 1904            | Vyřazena 1914.              |
| Esturgeon (Q18) | Arsenal de Toulon    | 8. ledna 1904      | 1904            | Vyřazena 1912.              |
| Bonite (Q19)    | Arsenal de Toulon    | 6. února 1904      | 1904            | Vyřazena 1914.              |
| Thon (Q20)      | Arsenal de Toulon    | 18. března 1904    | 1904            | Vyřazena 1914.              |
| Souffleur (Q21) | Arsenal de Toulon    | 20. dubna 1903     | 1904            | Vyřazena 1914.              |
| Dorade (Q22)    | Arsenal de Toulon    | 5. listopadu 1903  | 1904            | Vyřazena 1914.              |
| Lynx (Q23)      | Arsenal de Cherbourg | 24. listopadu 1903 | 1904            | Vyřazena 1914.              |
| Ludion (Q24)    | Arsenal de Toulon    | 18. března 1904    | 1904            | Vyřazena 1914.              |
| Loutre (Q25)    | Arsenal de Rochefort | 25. srpna 1903     | 1904            | Vyřazena 1914.              |
| Castor (Q26)    | Arsenal de Rochefort | 5. listopadu 1903  | 1904            | Vyřazena 1914.              |
| Phoque (Q27)    | Arsenal de Rochefort | 16. března 1904    | 1904            | Vyřazena 1914.              |
| Otarie (Q28)    | Arsenal de Rochefort | 16. dubna 1904     | 1904            | Vyřazena 1914.              |
| Méduse (Q29)    | Arsenal de Rochefort | 15. června 1904    | 1904            | Vyřazena 1914.              |
| Oursin (Q30)    | Arsenal de Rochefort | 26. září 1904      | 1905            | Vyřazena 1914.              |
| Grondin (Q31)   | Arsenal de Toulon    | 15. července 1904  | 1905            | Vyřazena 1913.              |
| Anguille (Q32)  | Arsenal de Toulon    | 8. srpna 1904      | 1905            | Vyřazena 1914.              |
| Alose (Q33)     | Arsenal de Toulon    | 12. října 1904     | 1905            | Vyřazena 1914. Muzejní loď. |
| Truite (Q34)    | Arsenal de Toulon    | 14. dubna 1905     | 1905            | Vyřazena 1914.              |

## Konstrukce

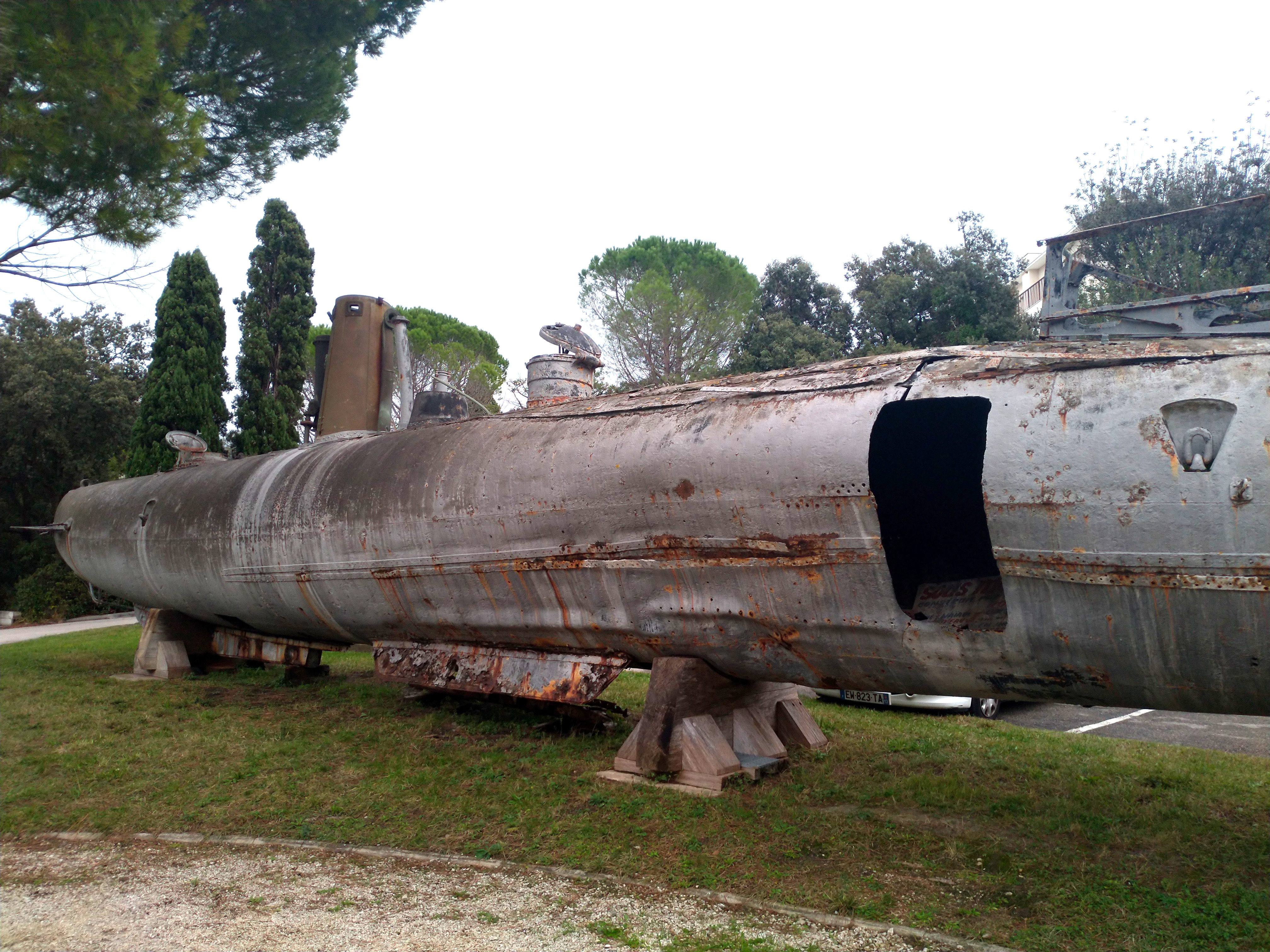
Dochovaný trup ponorky Alose (Q33)

Ponorky měly jednoplášťovou koncepci. Vyzbrojeny byly dvěma externě uloženými 450mm torpédy umístěnými v vypouštěcích zařízeních Drzewiecki. Pohonný systém tvořil jeden motor spalující benzol o výkonu 57 hp a jeden elektromotor o výkonu 95 hp, pohánějící jeden lodní šroub. Nejvyšší rychlost dosahovala 7,2 uzlu na hladině a šest uzlů pod hladinou. Dosah byl 200 námořních mil při rychlosti 5,5 uzlu na hladině a třicet námořních mil při rychlosti 4,1 uzlu pod hladinou. Operační hloubka ponoru dosahovala třicet metrů.